# Sedlo Flochovej
Sedlo Flochovej (česky Sedlo Flochové) je sedlo v hlavním hřebeni Kremnických vrchů o nadmořské výšce 1297 m, oddělující dvojici nejvyšších vrcholů pohoří. Poměrně plochý masiv je nevýrazným sedlem rozdělen na vyšší Flochovou na západě a jen o pár metrů nižší Svrčinník na východ od sedla.
Sedlem prochází turistická magistrála Cesta hrdinů SNP a je významnou křižovatkou turistických stezek.

## Přístup
- po  značce ze sedla Malý Šturec (890 m) přes Svrčinník
- po  značce z Kordíckého sedla (1117 m) přes rozcestí Pod Tablou
- po  značce z Turčianských Teplic přes Flochovou
- po  značce z Horního Turčeka přes rozcestí Studený žľab
- po  značce od myslivny Žarnovica a Bartoška u Čremošného